# 王景絕
王景絕（？—980年代），太原人，北漢人。
王景絕旅居燕地，感覺時勢「儒者不當用材武進」，於是向南洛陽遊歷，與譚用之成為文友。天會年間他想歸家，見睿宗劉鈞佔據太原，感嘆天下將定，北漢割據一方、拒天下兵，這國家有危險，就打消回家事宜。上黨潞州武將招致王景絕進入幕府，之後他不再當官；他經常蒐購書鈔，晩年藏書數千卷。北宋滅北漢後，他在端拱年間於汴京逝世。